# NGC 788
NGC 788 é uma galáxia espiral (S0-a) localizada na direcção da constelação de Cetus. Possui uma declinação de -06° 48' 56" e uma ascensão recta de 2 horas, 1 minutos e 06,4 segundos.
A galáxia NGC 788 foi descoberta em 10 de Setembro de 1785 por William Herschel.